# Вородугу
Вородугу е един от 19-те региона на Кот д'Ивоар. Разположен е в централната част на страната. Площта му е 21 900 км², а населението, според преброяването през 2007, е приблизително 460 000 души. Столицата на региона е град Сегела.
Регионът е разделен на два департамента – Манконо и Сегела.